# Pascal Simpson
Pascal Simpson (Lomé, 4 maggio 1971) è un allenatore di calcio ed ex calciatore togolese naturalizzato svedese, di ruolo attaccante.

## Biografia
Simpson è nato a Lomé, in Togo, da madre togolese e padre tedesco già calciatore professionista in Germania. Trasferitosi in Svezia all'età di 6 anni, è cresciuto a Ekerö presso Stoccolma. Nel settembre 1991 ha acquisito la cittadinanza svedese.

## Carriera

### Club

#### Brommapojkarna, AIK e Vålerenga
Simpson cominciò la carriera con la maglia del Brommapojkarna, all'epoca militante nella Division 1. Si trasferì successivamente all'AIK, dove contribuì alla vittoria del campionato 1992. Segnò due reti nel doppio confronto con il Barcellona, sia in Svezia che al Camp Nou, in un incontro valido per i quarti di finale della Coppa delle Coppe 1996-1997. Fece parte anche della formazione che si aggiudicò la Svenska Cupen 1996 e quella dell'anno successivo: nel 1996, segnò la rete vincente ai danni del Malmö.
Emigrò poi nella vicina Norvegia, per firmare un contratto con il Vålerenga, neopromosso nella Tippeligaen. Esordì nella massima divisione il 13 aprile 1998, quando sostituì Brynjar Gunnarsson nella sconfitta per 3-0 sul campo del Viking. Il 30 aprile segnò la prima rete, nel successo per 3-2 sul Brann.

#### Copenaghen e Halmstad
Dopo l'esperienza con il Vålerenga, Simpson si trasferì ai danesi del Copenaghen. Il debutto nella Superligaen fu datato 21 agosto 2000, quando fu titolare nella sconfitta per 1-0 sul campo del Midtjylland. Il 15 ottobre segnò la prima rete, nel 4-0 inflitto allo Aarhus.
Nel 2002 tornò in patria, per militare nelle file dell'Halmstad. Il primo incontro lo disputò, da titolare, il 31 luglio, quando giocò nel pareggio a reti inviolate in casa dell'Helsingborg. Il 12 agosto arrivò la prima marcatura, nella sconfitta per 3-2 sul campo del GIF Sundsvall.

### Nazionale
Simpson conta 2 presenze per la Svezia ed ha disputato 7 incontri per la squadra olimpica ai Giochi della XXV Olimpiade.

## Statistiche

### Cronologia presenze e reti in nazionale
| Cronologia completa delle presenze e delle reti in nazionale ― Svezia | Cronologia completa delle presenze e delle reti in nazionale ― Svezia | Cronologia completa delle presenze e delle reti in nazionale ― Svezia | Cronologia completa delle presenze e delle reti in nazionale ― Svezia | Cronologia completa delle presenze e delle reti in nazionale ― Svezia | Cronologia completa delle presenze e delle reti in nazionale ― Svezia | Cronologia completa delle presenze e delle reti in nazionale ― Svezia | Cronologia completa delle presenze e delle reti in nazionale ― Svezia |
| Data                                                                  | Città                                                                 | In casa                                                               | Risultato                                                             | Ospiti                                                                | Competizione                                                          | Reti                                                                  | Note                                                                  |
| --------------------------------------------------------------------- | --------------------------------------------------------------------- | --------------------------------------------------------------------- | --------------------------------------------------------------------- | --------------------------------------------------------------------- | --------------------------------------------------------------------- | --------------------------------------------------------------------- | --------------------------------------------------------------------- |
| 9-2-1997                                                              | Bangkok                                                               | Romania                                                               | 0 – 0                                                                 | Svezia                                                                | King's Cup 1997                                                       | -                                                                     | 67’                                                                   |
| 13-2-1997                                                             | Bangkok                                                               | Giappone                                                              | 0 – 0                                                                 | Svezia                                                                | King's Cup 1997                                                       | -                                                                     | 78’                                                                   |
| Totale                                                                |                                                                       | Presenze                                                              | 2                                                                     |                                                                       | Reti                                                                  | 0                                                                     |                                                                       |

## Palmarès

### Giocatore

#### Club

##### Competizioni nazionali
- Campionato svedese: 1

AIK: 1992
- Svenska Cupen: 2

AIK: 1996, 1997